# HMTD
HMTD (hexamethylentriperoxodiamin) je bílá jemně krystalická látka dříve zvažována pro plnění rozbušek v průmyslu. Patří do řady iniciačních třaskavin. Řadí se mezi nejčastěji amatérsky vyráběné výbušniny. Je častým zdrojem nehod, především jde o amputace prstů. Proto se musí vždy manipulovat s množstvími pod 2 g a to tak, aby se prsty nikdy nepřiblížily k HMTD blíže než na 10–15 cm.

## Základní fyzikální a chemické vlastnosti
Chemicky je HMTD organická peroxosloučenina, obsahující v molekule 3 peroxidové skupiny -O-O-. Vzhledem je to bílý krystalický prášek o krystalové hustotě 1,57 g/cm³ a běžné sypné hustotě mezi 0,4–0,6 g/cm³ , nerozpustný ve vodě a téměř nerozpustný v ethanolu, rozpustný v chloroformu (z chloroformu rekrystalizované HMTD může spontánně detonovat). Silně koroduje kovy a nesmí proto s nimi přijít do styku. Stabilita je vyhovující po dobu 12–24 měsíců (podle čistoty, teploty a obsahu vlhkosti – ve vlhku degraduje v řádu dnů a kyselé i zásadité prostředí tento proces urychluje). Při styku s koncentrovanou kyselinou sírovou vybuchuje. Běžně se vyskytující krystaly HMTD jsou racemickou směsí enantiomerů.

## Pyrotechnické vlastnosti
Svými vlastnostmi se HMTD řadí mezi iniciační třaskaviny, iniciační schopnost je několikanásobně vyšší než u třaskavé rtuti. Na volném prostranství (v množství do 5 g) po přiblížení plamene většinou prudce shoří, naopak v uzavřeném prostoru přechází hoření okamžitě v silnou explozi. Přechod rychlého hoření (deflagrace) v detonaci nelze vyloučit u žádného množství, tedy i množství pod gram mohou po zasažení plamenem ihned detonovat. Při manipulaci s gramovými množstvími je vždy nutné zachovat alespoň 10 cm odstup mezi prsty a HMTD. Manipulace s množstvími nad přibližně 3 g vyžaduje větší odstup a je extrémně nebezpečná. HMTD je velmi citlivé na tření a může explodovat i při přesypávání na papíře, popř. v důsledku výboje statické elektřiny mezi prsty a HMTD. HMTD je na tření významněji citlivější než peroxidy acetonu, citlivost na náraz je srovnatelná.
HMTD je citlivé na náraz, tření, statickou elektřinu, UV záření, kontakt s koncentrovanou kyselinou sírovou a na zvýšenou teplotu nad cca 40 stupňů.
Je potřeba zdůraznit, že citlivost třaskavin není stálá vlastnost. Typicky udávané citlivosti jsou udávané jako síly, popř. energie potřebné k odpálení 50 nebo 10 % vzorků. Ale např. v 1 případě z 1000 bude stačit i 70× menší síla. Nezkušení amatéři během pár pokusů často zjistí, že citlivost HMTD „není až tak veliká“ a myslí si, že odborníci a zkušení amatéři zbytečně straší – toto je bohužel důsledek pravděpodobnosti. Poté se často během několika dalších pokusů stanou obětí toho případu, kdy je potřeba k odpálení HMTD mnohem menší impuls (onen 1 případ z 1000), i např. při již zmíněném přesypávání na papíře vlivem generování statické elektřiny. Pokud tedy začátečník připraví 10 náložek, vystavuje se asi 1 % riziku amputace prstů.

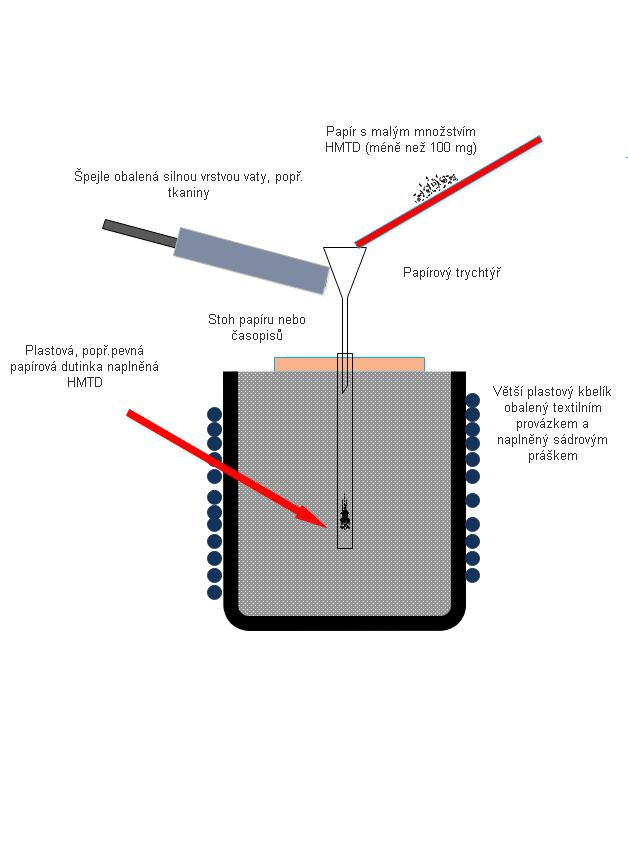
Příklad podomácku vyrobeného zařízení na plnění dutinek/rozbušek HMTD. Amatérští experimentátoři používají (resp. by měli) podobná zařízení k minimalizaci zranění při plnění rozbušek. Toto je podrobně projednáno ve wikiknize HMTD.

Jako výbušnina vykazuje tyto základní vlastnosti:
- Energie výbuchu: 4000 až 5 080 kJ/kg (energie je z části dodána značným pnutím uvnitř molekuly HMTD)
- Detonační rychlost: 2 800 – 3 500 m/s (při běžných sypných hustotách) – 5 100 m/s (při maximálním možném slisování, tj. lehce nad 1,1 g/cm3) – 7 777 m/s při hustotě krystalů
- Objem spalných plynů: 813 l/kg (při detonaci je tlak a objem plynů závislý na teplotě a speciálních stavových rovnicích)
- Teplota exploze: 2 370 °C (dle jiných zdrojů může být i vyšší)
- Teplota vzbuchu: 200 °C
- Detonační tlak Pcj: přibližně 100 kbar při 1.1 g/cm3, kolem 15–20 volně sypaný a cca 50 kbar při středně silném stlačení – 1 kbar odpovídá tlaku 1 tuny na 1 cm2. Detonační tlak Pcj je něco jako průměrný tlak (srovnatelný s tlakem v pneumatice). V rázech bychom krátkodobě mohli pomyslnými senzory zaznamenat tlaky až o 50 % vyšší.

## Příprava a nebezpečnost při manipulaci

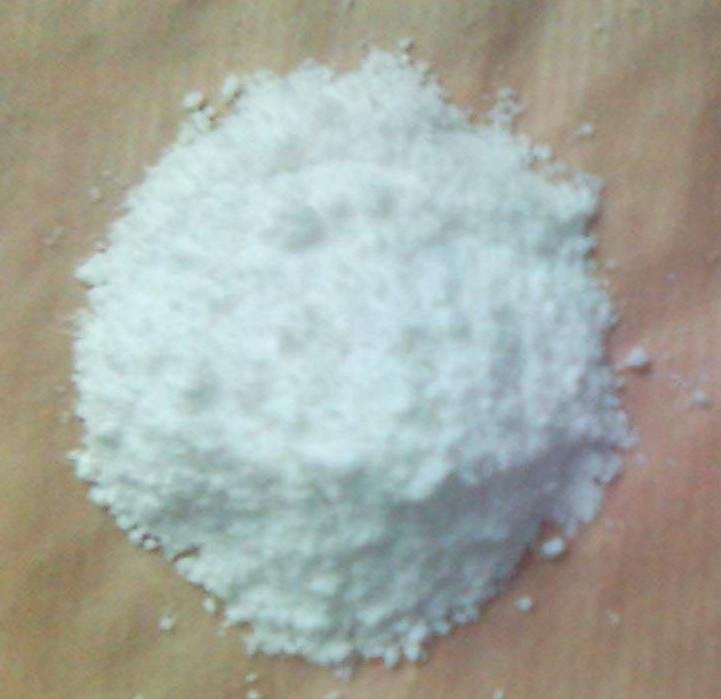
Krystalický HMTD, zobrazeno je pravděpodobně množství kolem 5 až 10 g. Mít více než 1 g HMTD v jedné hromádce a na jednom filtru je krajně nebezpečné a proto je nutno se tomuto vyvarovat!

HMTD se obvykle připravuje reakcí hexamethylenteteraaminu (urotropinu) s peroxidem vodíku za katalýzy kyselinou (kyselinou citronovou, vinnou, šťavelovou nebo octovou). Na internetu existuje řada neúplných návodů, které především nezmiňují pravidla pro manipulaci se suchým HMTD. Toto vede k častým nehodám s těžkými následky.
Laická veřejnost by se proto měla jeho přípravy vyvarovat. Toto ignoruje řada amatérských chemiků, především z řad mládeže a dětí. Bezpečnostní pravidla pro manipulaci jsou probrána ve wikiknize HMTD (odkaz na konci článku).
Amputace po explozi se velmi špatně léčí. Traumatické amputace za plného vědomí (tedy bez anestézie, typicky „uspání“) také téměř vždy (80–90 % případů) vedou ke vzniku fantomové bolesti končetiny.

## Rozklad při detonaci
Při detonaci dochází k totálnímu rozkladu HMTD. Detonační produkty nesledují naivní stechiometrii a proto je v nich přítomno veliké množství látek (oxid uhelnatý, uhličitý, voda, vodík, kyanovodík, saze, methan apod.). Rozklad může proběhnout i bez detonace. Podle okolí, ve kterém probíhá tento rozklad, se řídí průběh tohoto rozkladu. Záleží především na teplotě a druhu prostředí (vzduch nebo vakuum).
Při rozkladu při teplotě nižší než 150 °C, ve vzduchu nebo ve vakuu vzniká oxid uhličitý, trimethylamin a amoniak:
C6H12N2O6 → 3 CO2 + N(CH3)3 + NH3
Při rozkladu při teplotě v rozmezí 160–180 °C ve vakuu vzniká oxid uhelnatý, trimethylamin, dusík, voda a kyslík:
4 C6H12N2O6 → 12 CO + 4 N(CH3)3 + 2 N2 + 6 H2O + 3 O2
Vzniklý trimethylamin se na vzduchu dále spaluje za vzniku kyanovodíku a methanolu podle rovnice:
N(CH3)3 + O2 → HCN + 2 CH3OH